# 桂木鉄夫
桂木 鉄夫（桂木鐵夫、かつらぎ てつお、1920年10月29日 - 2001年7月9日）は、日本の政治家。衆議院議員（1期）。

## 経歴
石川県金沢市出身。石川県立金沢第一中学校を経て早稲田大学卒業。
八重洲地下街社長、滋賀県副知事（1959年7月1日 - 1962年12月21日）を経て1967年、第31回衆議院議員総選挙に石川県第1区から無所属から出馬し当選。
1969年、第32回衆議院議員総選挙に自由民主党から出馬し落選、1972年、第33回衆議院議員総選挙に無所属で出馬し落選。
2000年秋の叙勲で勲四等旭日小綬章受章。2001年7月9日、脳出血のため死去、80歳。死没日をもって従五位に叙される。